# Afghansk litteratur

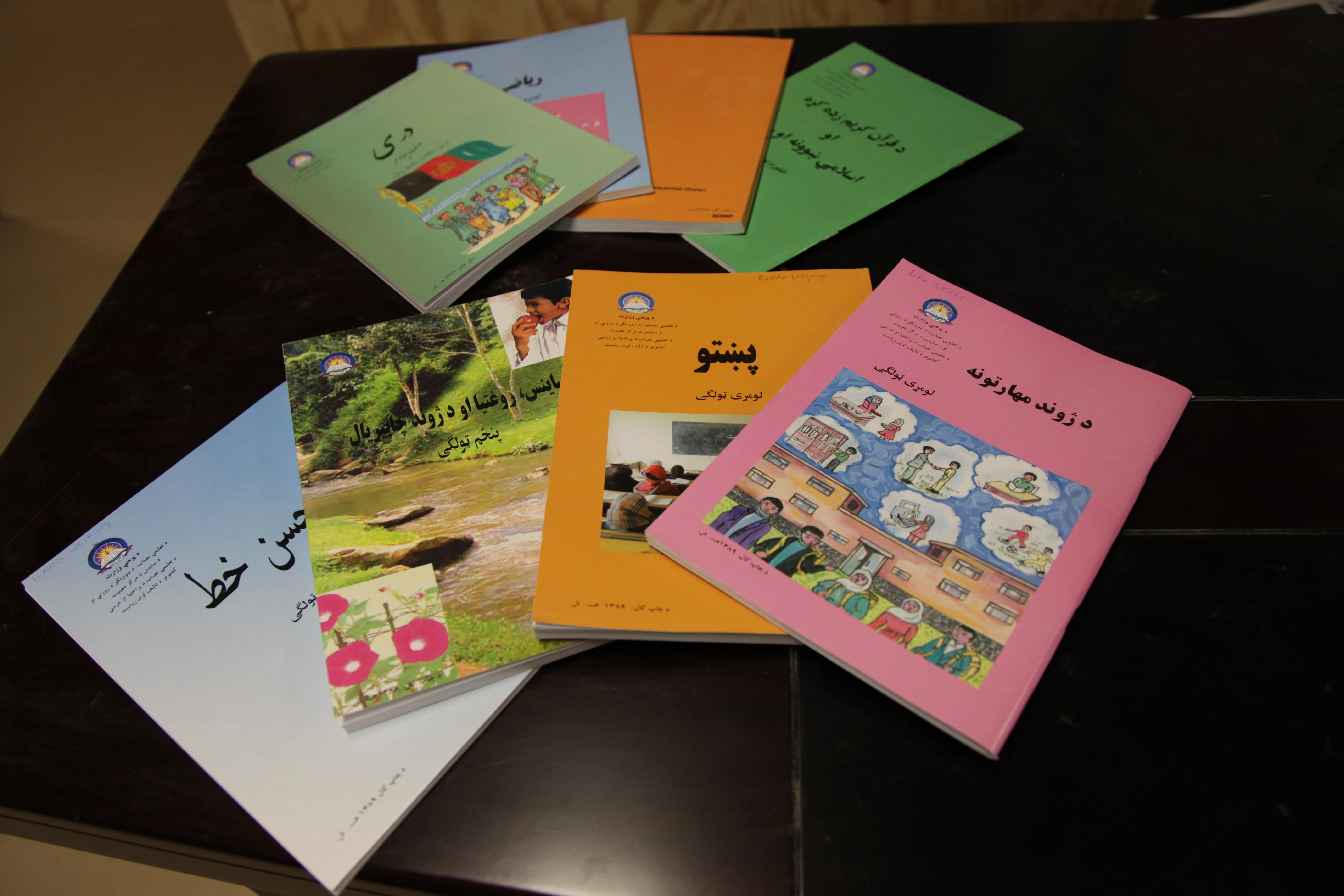
Afghanska skolböcker på pashto.

Afghansk litteratur skrivs på något av Afghanistans språk, inklusive persiska (kallat dari i Afghanistan sedan 1964), pashto, uzbekiska och tadzjikiska. En stor del av afghansk litteratur är poesi. Under senare år har en stor del av litteraturen författats av författare i exil, ibland med originalpublicering på engelska eller franska.

## Historik
Modern afghansk litteratur har sina rötter i den äldre persiska litteraturen. En av de viktigaste litterära verken under den "klassiska perioden" var det rimmade persiska dikteposet Shahnameh ("Kungaboken"), färdigställt år 1010 av Ferdousi.
Ända sedan medeltiden har litteratur och miniatyrmåleri i Afghanistan och Iran tillhört en gemensam kulturtradition. Många afghanska författare publiceras på förlag i Iran. Afghanska författare i exil skriver oftast på persiska.
Den afghanska litteraturen har sedan 1980-talet till stor del skapats i exil. Under senare årtionden har landet upplevt långa strider, under Afghansk-sovjetiska kriget och Afghanistankriget. Däremellan har Talibans styre av landet inneburit utmaningar för landets litteratur.
Khaled Hosseini och Atiq Rahimi är två av senare års mer framstående afghanska författare i exil. Hosseinis debutroman Flyga drake (The Kite Runner) blev uppmärksammad via en filmatisering, och berättelsens beskrivningar av våldtäkt och etniska konflikter ledde 2008 till att filmen förbjöds av regimen i Kabul. Rahimi vann samma år det franska Goncourtpriset för sin debutroman, översatt till svenska som Tålamodets sten.
Framgångarna för de afghanska exilförfattarna har också lett till ett visst uppsving för den litterära scenen i hemlandet. Där har också återvändande författare bidragit till fler förlagsaktiviteter.
Ett ökande antal kvinnor deltar i den nutida afghanska litteraturen, inklusive inom poetiska genrer som ghasel.
Sedan 2016 har unga afghaner som sökt asyl i Sverige publicerat självbiografiska berättelser, romaner och dikter på svenska och engelska.

## Författare

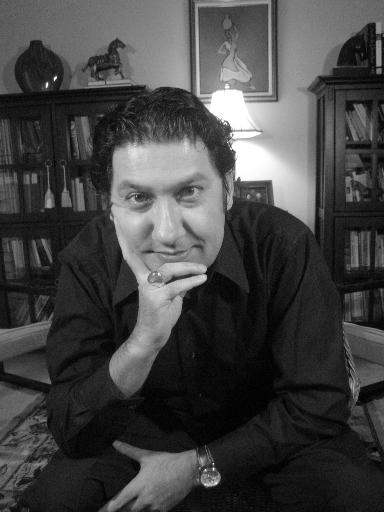
Assem Akram, född 1965.
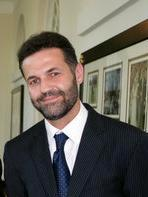
Khaled Hosseini, född 1965 och bosatt i USA.
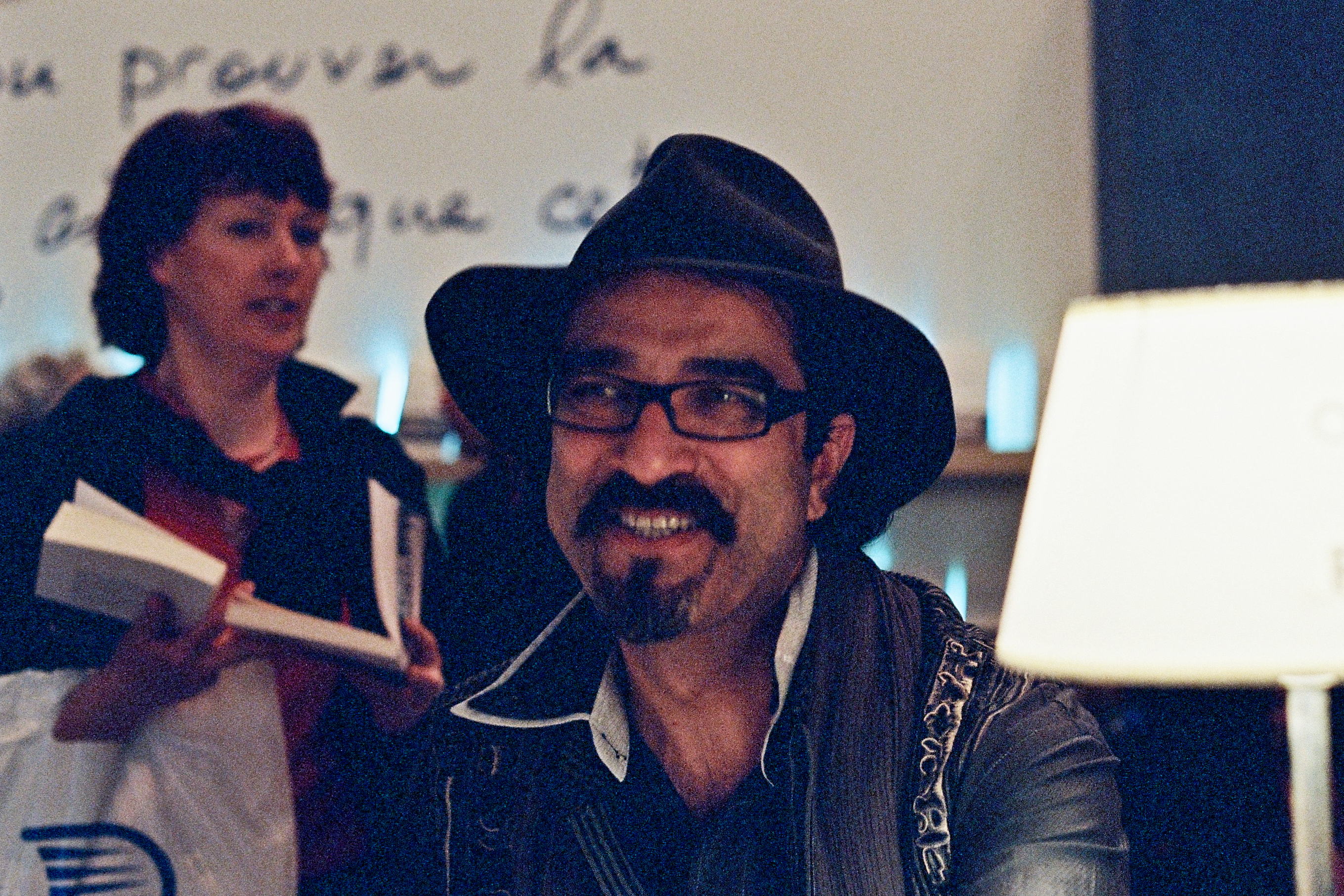
Atiq Rahimi, född 1962 och bosatt i Frankrike.